# Curt von Morgen

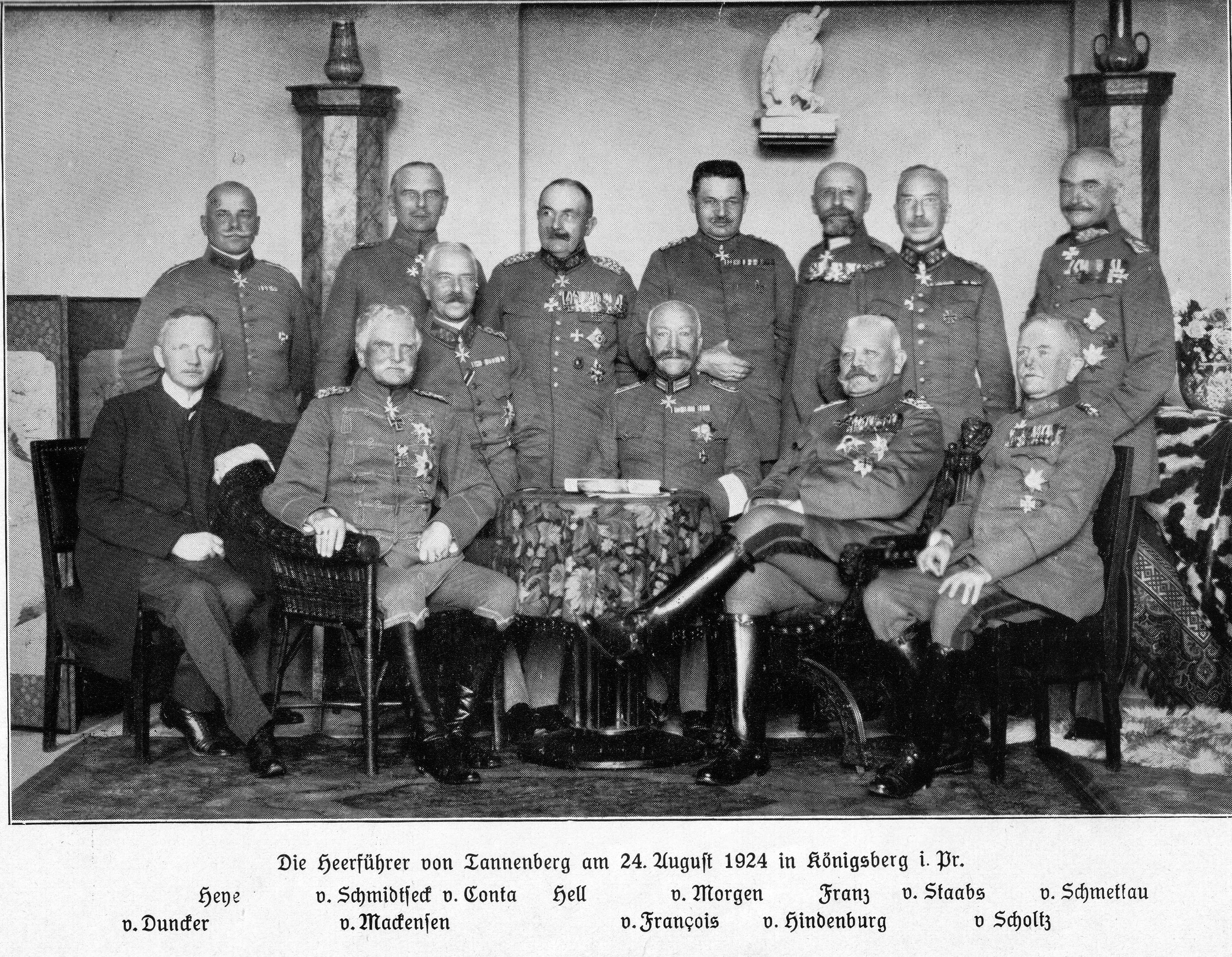
Los líderes de Tannenberg el 24 de agosto de 1924 en Königsberg (Prusia).

Curt Ernst von Morgen (1 de noviembre de 1858, Neiße - 15 de febrero de 1928, Lübeck) fue un explorador y oficial prusiano, y más tarde General de Infantería durante la Primera Guerra Mundial. Recibió la Pour le Mérite con hojas de roble.

## Explorador en Camerún
Curt von Morgen estuvo estacionado en el Camerún alemán y realizó dos viajes de investigación al Camerún central en 1889 y de 1890 a 1891. Después de las expediciones, Morgen retornó a Alemania pero en 1894 se le dio la tarea de formación del Kamerun Schutztruppe. También lideró dos expediciones militares contra los Abo al norte de Douala y los Kwe (Bakwiri) en las cercanías del monte Camerún.

## El Medio Oriente
En 1896-97 siguió como observador militar la Expedición Dongola inglesa contra los Mahdists. En 1897 se convirtió en militar adjunto en Estambul. Siguió como observador la Guerra greco-turca (1897) y preparó la visita del Kaiser Guillermo II a Palestina en 1898.

## Servicio militar en Alemania
El 27 de enero de 1912 fue promovido a Generalmajor y asignado como comandante de la 81.ª Brigada de Infantería en Lübeck. El 9 de agosto de 1918, cuando el emperador visitó la ciudad, le informó.

## Primera Guerra Mundial

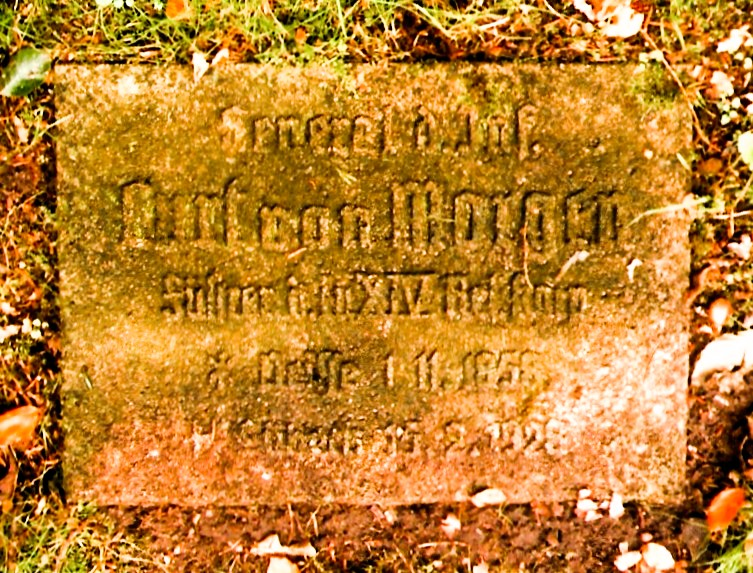
Lápida de Curt von Morgen en Lübeck

En la movilización para la Primera Guerra Mundial en agosto de 1914, se convirtió en comandante de la 3.ª División de Reserva de Danzig, y fue promovido a Generalleutnant el 19 de ese mismo mes. Comandó esta división como parte del 8.º Ejército en la pivotal Batalla de Tannenberg en la apertura de la guerra en el frente oriental, y en la subsiguiente Primera Batalla de los Lagos Masurianos. Por su comportamiento en este periodo, le fue concedida la Pour le Mérite el 1 de diciembre de 1914.
El 24 de noviembre de 1914, tomó el mando del I Cuerpo de Reserva de manos de Otto von Below. Lideró este Cuerpo durante casi toda la guerra, solo intercambiando puestos con Richard Wellman al mando del XIV Cuerpo de Reserva en agosto de 1918.
Con el I Cuerpo de Reserva, luchó en la Batalla de Łódź (1914) y en la campaña rumana (1916-1917) donde tomó los campos petrolíferos de Ploiești y avanzó hacia Focșani. Después de la firma del tratado de paz con Rumanía, su Cuerpo fue trasladado al frente occidental.
Le fueron concedidas las hojas de roble por la Pour le Mérite (significando un segundo reconocimiento) el 11 de diciembre de 1916.

## Últimos años
Después de su retiro se convirtió en General de Infantería y retornó a Lübeck.

## Familia
Su hijo Heinrich-Joachim von Morgen (1902-1932) fue un temprano corredor de automovilismo alemán. Su hija Elizabeth contrajo matrimonio con el diseñador de aeronaves Anthony Fokker (1890-1939).

## Condecoraciones
- Cruz de Hierro de 1914, 1.ª y 2.ª clase
- Pour le Mérite (1 de diciembre de 1914) con hojas de roble (11 de diciembre de 1916)
- Orden de la Corona, 2.ª clase con Espadas y anillos[5]
- Cruz de Caballero de Primera Clase de la Orden del León de Zähringen con hojas de roble (Baden)[5]
- Orden del Águila Roja, 2.ª clase con Hojas de Roble y Espadas con anillos[5]
- Cruz de Caballero de Segunda Clase de la Orden del Halcón Blanco[5]
- Comandante de la Orden de Orange-Nassau (Países Bajos)[5]
- Comandante de la Orden de San Miguel (Baviera)[5]
- Cruz de Caballero de Primera Clase de la Orden de la Casa Ernestina de Sajonia (ducados sajones)[5]
- Reconocimiento al Servicio (Prusia)[5]
- Gran Comandante de la Orden del Grifón (Mecklemburgo)[5]
- Cruz al Mérito de Primera Clase de la Orden de la Casa de Lippe con Espadas[5]
- Comandante de Segunda Clase de la Orden de la Corona (Wurtemberg)[5]
- Cruz de Caballero de Primera Clase de la Orden de Federico (Wurtemberg)[5]
- Gran Oficial de la Orden al Mérito Militar (Bulgaria)
- Orden del Doble Dragón, 3.º Grado, Primera Clase
- Comandante de la Orden de la Corona (Rumania)[5]
- Oficial de la Orden del Águila Blanca (Serbia)[5]
- Medalla Imtiaz dorada (Imperio otomano)[5]
- Orden de Osmaniye, 2.ª clase (Imperio otomano)[5]
- Orden del Medjidie, 2.ª clase (Imperio otomano)[5]
- Cruz Hanseática de Lübeck (2 de noviembre de 1915)
- Medalla Liakat dorada (Imperio otomano)[5]